# 真夏のJNN祭り 「壁を壊そう!炎の240時間マラソン」
真夏のJNN祭り 「壁を壊そう!炎の240時間マラソン」（まなつの・ジェイエヌエヌ・まつり・「かべをこわそう!・ほのおの240じかん・マラソン」）とは、TBSテレビとBS-TBSの2009年世界陸上競技選手権大会地上波・BS独占テレビ中継などに合わせ、機運を盛り上げるための企画として2009年8月13日～8月22日に開催された。

## 概要

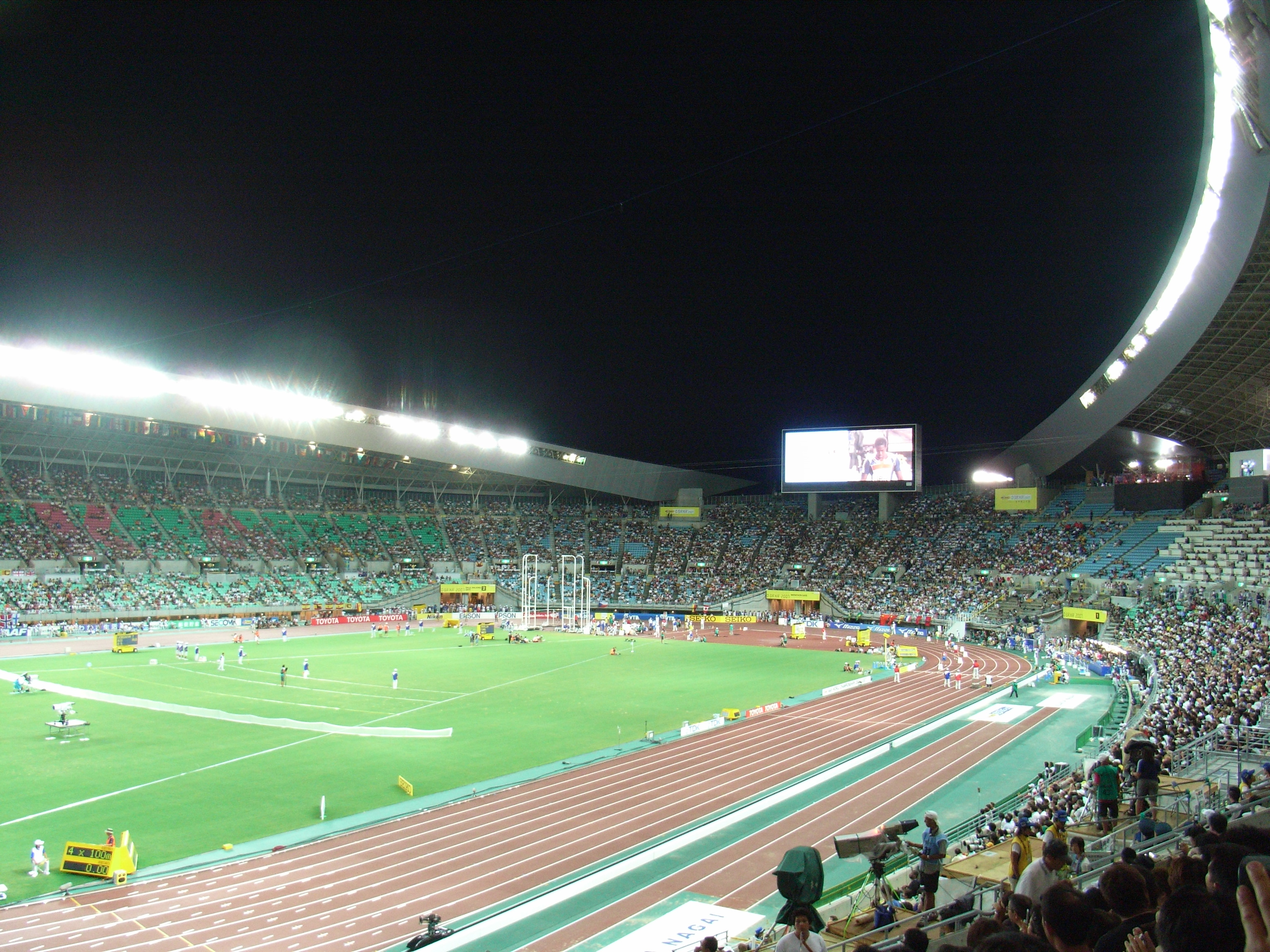
スタート地・長居スタジアム

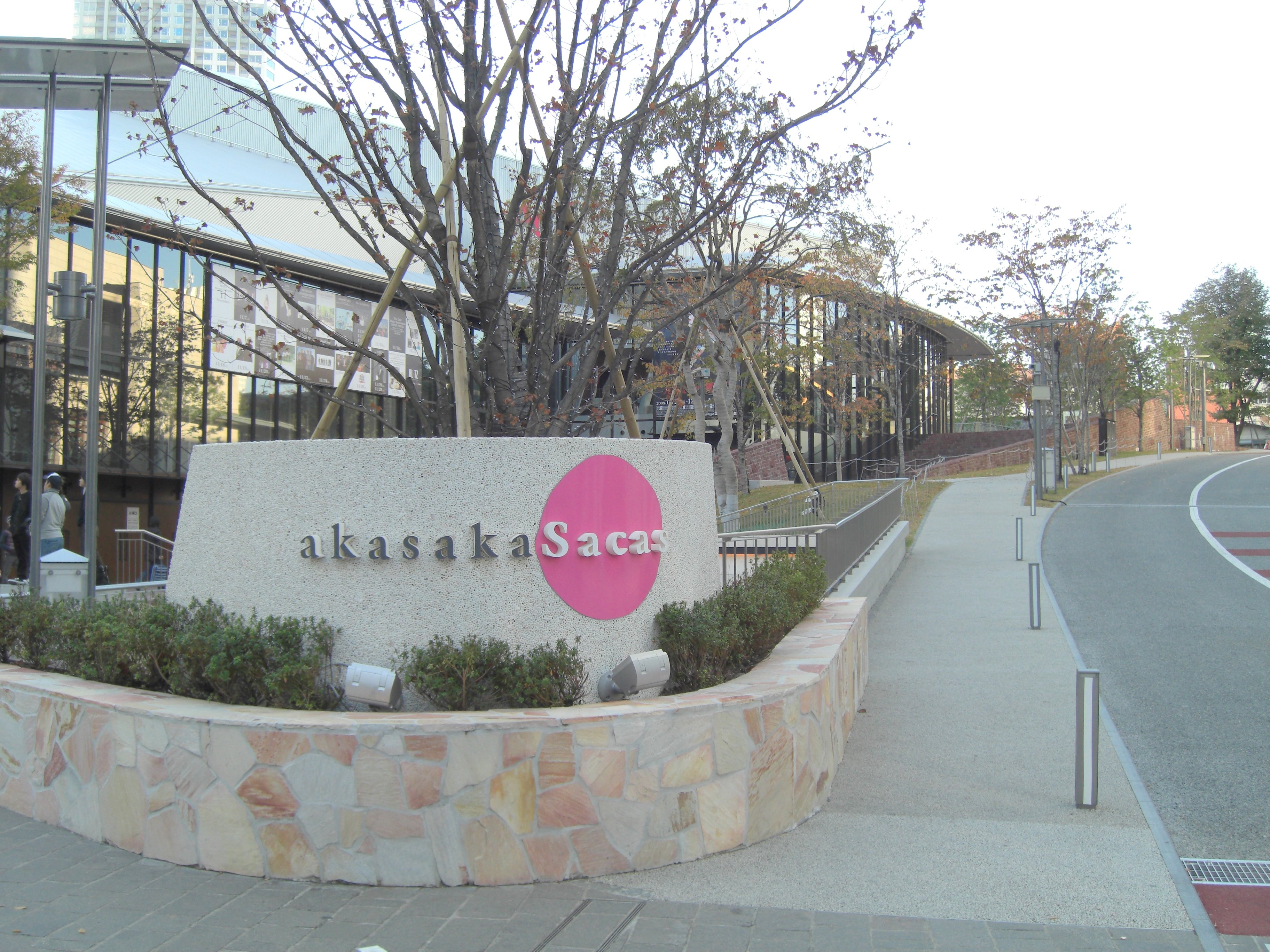
ゴール地・赤坂サカスのSacas坂

- この企画は世界陸上の中継のテーマがドイツのベルリンの壁崩壊20年にちなみ「記録の壁を壊せ!」というスローガンで放送していることと、また、世界的な景気低迷の壁を壊し、庶民に明るい兆しをもたらそうという趣旨を込めて展開するものであった。また、民間放送初のニュースネットワークとなるJNNの創立50周年記念を兼ねている。
- 「世界陸上」のTBSメインキャスターを務める織田裕二のものまねで知られるお笑い芸人の山本高広が、2007年世界陸上競技選手権大会の会場だった長居スタジアム（大阪府大阪市東住吉区）を8月13日にスタート。東海道を横断し、8月22日に赤坂サカス（東京都港区）にゴールするまで、総距離600km・1日24時間×10日間=240時間をかけて山本と、コース沿道地域となる毎日放送・中部日本放送・静岡放送・TBSテレビのそれぞれ地元となる地域の代表ランナー共々走破するというものであった。
  - なお、夜間は長井秀和が走り、山本が他の仕事に出ている間は代走を立てて対応した（8月14日[1] の日中は、中継でサポートしていたTBSの高野貴裕アナウンサーが代走を担当した[2]）。番組内で山本があたかも240時間連続で走り続けているかのような表現をするシーンがあるが、正確な表現ではない。

マラソンの模様は次の各番組で随時放送され、8月22日のゴールの模様は特別番組で放送された。
この企画についてお笑いライターのラリー遠田「織田裕二の事務所とテレビ局からの制裁ではないか？」と考えている。実際、以下の放映番組以外ではほとんど取り上げられず、他局でもあまり盛り上がらなかった（ナイナイのANNなどではネタとして多少取り上げていた）上に、別に面白いカットを放送するわけでなく山本高広などの芸人が走るシーン（擬似っぽい演出もいくつかあった）だけを放送しているだけだったので、まったく知らない人が偶然見ても、企画の意図や意味が分からないものであった。

### 放映番組
特記ないものは全国ネット
- みのもんたの朝ズバッ!：6時過ぎにナイトランナー（長井）からの交代の模様が中継される。
- はなまるマーケット
- ひるおび!
  - えなりかずき!そらナビ（CBC発）
  - バンバンバン（MBS発）
- サカスさん（任意ネット）
- 総力報道!THE NEWS（一部関東ローカル）：カワラBANG6(関東ローカル)もしくは6時台THE SPORTS内(一部ネット局あり)では最新情報を伝えている。番組終盤に、ナイトランナー（長井）への交代の模様が中継される。
- バラエティーニュース キミハ・ブレイク

8月25日に、マラソンの様子をまとめたドキュメントが放送された
- 激安バラエティー（任意ネット）
- みのもんたのサタデーずばッと（任意ネット）
- 知っとこ!（MBS発）
- 王様のブランチ（任意ネット）
- サンデーモーニング
- サンデー・ジャポン（任意ネット）
- アッコにおまかせ!